# Cho In-chul
Cho In-chul (* 4. März 1976) ist ein ehemaliger südkoreanischer Judoka. Er war zweimal Weltmeister und gewann zwei olympische Medaillen.

## Sportliche Karriere
Der 1,80 m große Cho In-chul kämpfte im Halbmittelgewicht. 1994 gewann er die Silbermedaille bei den Juniorenweltmeisterschaften. 1995 erkämpfte er hinter dem Japaner Kazunori Kubota Silber bei der Universiade. Drei Monate später erreichte der Koreaner das Finale bei den Asienmeisterschaften und unterlag dem Japaner  Makoto Takimoto. Bei den Olympischen Spielen 1996 in Atlanta besiegte Cho In-chul im Viertelfinale den Usbeken Vladimir Shmakov und unterlag dann im Halbfinale dem Japaner Toshihiko Koga, im Kampf um eine Bronzemedaille schlug er den Argentinier Dario García. Im November 1996 erreichte Cho In-chul das Finale der Asienmeisterschaften, dort unterlag er Vladimir Shmakov. Ende 1996 siegte der Koreaner bei den Studentenweltmeisterschaften.
Anfang 1997 gewann Cho In-chul das  Tournoi de Paris. Ebenfalls in Paris fanden acht Monate später die Weltmeisterschaften 1997 statt. Im Halbfinale gewann Cho gegen den Nordkoreaner Kwak Ok-chol, im Finale bezwang er den Olympiasieger von 1996 Djamel Bouras aus Frankreich. Ende 1997 siegte der Südkoreaner auch bei den Südasien-Meisterschaften. Höhepunkt der Saison 1998 waren die Asienspiele in Bangkok. Im Halbmittelgewicht kam es zu einem Duell der beiden Koreaner, Cho In-chul gewann das Finale gegen Kwak Ok-chol. Bei den Weltmeisterschaften 1999 in Birmingham unterlag Cho In-chul im Viertelfinale dem Usbeken Farkhod Turaev. Mit drei Siegen in der Hoffnungsrunde sicherte sich Cho eine Bronzemedaille. Bei den Olympischen Spielen 2000 in Sydney gewann er im Viertelfinale über den Esten Aleksei Budõlin und im Halbfinale über den Portugiesen Nuno Delgado, beide Kämpfe gingen über die volle Kampfdauer. Auch das Finale zwischen dem Japaner Makoto Takimoto und Cho In-chul dauerte fünf Minuten, der Japaner erhielt die Goldmedaille durch kleine Wertungen. Im Mai 2001 siegte Cho bei den Ostasienmeisterschaften. Zum Abschluss seiner Karriere erreichte er bei den Weltmeisterschaften 2001 in München durch einen Halbfinalsieg über den Briten Graeme Randall das Finale und gewann auch diesen Kampf gegen den Esten Aleksei Budõlin.